# Administración militar británica de Libia
La Administración Militar británica de Libia fue el control de las regiones de Cirenaica y Tripolitania de la antigua Libia italiana por los británicos desde 1942 hasta la independencia de Libia en 1951. Fue parte de la administración aliada de Libia.

## Historia
En noviembre de 1942, las fuerzas aliadas toman Cirenaica. Para febrero de 1943, los últimos soldados alemanes e italianos fueron expulsados de Libia dando comienzo a la ocupación aliada de Libia.
Tripolitania y Cirenaica permanecieron bajo administración británica, mientras que los franceses controlan el Fezzan. En 1944, Idris volvió del exilio de El Cairo, pero se niega a reanudar la residencia permanente en Cirenaica hasta la eliminación en 1947 de algunos aspectos del control extranjero. Bajo los términos del tratado de paz con los Aliados en 1947, Italia, que espera mantener la colonia de Tripolitania y Francia, que quería el Fezzan, renuncian a cualquier reclamación en Libia. Libia así permanece unida.
En junio de 1948, los manifestantes antijudíos en Libia mataron 12 Judíos y destruyeron 280 hogares judíos. El miedo y la inseguridad que surgió de estos ataques contra los judíos y la fundación del Estado de Israel llevaron a muchos Judíos a huir de Libia. De 1948 a 1951, 30.972 Judíos libios se trasladaron a Israel. Por la década de 1970, el resto de Judíos libios (unos 7.000) fueron evacuados a Italia.
La Disposición de posesiones coloniales italianas era una cuestión que debía ser considerada antes de que el tratado de paz que termina oficialmente la guerra con Italia se pudiera completar. Técnicamente, Libia seguía siendo una posesión italiana administrada por Gran Bretaña y Francia, pero en la Conferencia de Potsdam en 1945 los Aliados - Gran Bretaña, la Unión Soviética y los Estados Unidos - estuvieron de acuerdo en que las colonias italianas incautadas durante la guerra no debían ser devueltas a Italia. A Continuación el examen de la cuestión se delegó en el Consejo Aliado de Ministros de Relaciones Exteriores, que incluía un representante francés; aunque todos los miembros del consejo favorecieron inicialmente alguna forma de administración fiduciaria, ninguna fórmula podría diseñarse para la eliminación de Libia. Estados Unidos sugirió un fideicomiso para todo el país bajo el control de las Naciones Unidas (ONU), cuyos estatutos habían entrado en vigor en octubre de 1945, para prepararlo para el autogobierno. La Unión Soviética propuso fideicomisos provinciales separados, alegando Tripolitania para sí mismo y la asignación de Fezzan a Francia y Cirenaica a Gran Bretaña. Francia abogó por la devolución del territorio a Italia. Para romper el impasse, Gran Bretaña finalmente recomienda la independencia inmediata para Libia.
En 1949, el Emirato de Cirenaica fue creado y sólo Tripolitania permaneció bajo administración militar británica directa. Un año más tarde, en 1950, se le concedió la autonomía civil, en lugar de la administración militar. Idris as-Senussi, el emir de Cirenaica y el líder de la orden musulmana sufí Senussi, representó a Libia en las negociaciones de la ONU, y el 24 de diciembre de 1951, Libia declaró su independencia.

## Independencia
El 24 de diciembre de 1951, Libia declaró su independencia con representantes de la Cirenaica, Tripolitania y Fezzan declarando la unificación del país bajo el nombre de "Reino Unido de Libia", pasando la corona a Idris as-Senussi. De acuerdo con la constitución del nuevo país tenía un gobierno federal con los tres estados de la Cirenaica, Tripolitania y Fezzán con autonomía . El reino también tenía tres capitales: Trípoli , Bengasi y Bayda . Dos años después de la independencia, el 28 de marzo de 1953, Libia se unió a la Liga Árabe . Cuando Libia declaró su independencia fue el primer país en lograr la independencia a través de las Naciones Unidas y uno de los primeras antiguas posesiones europeas en África en ganar la independencia.